# Sifontes (municipalité)
Sifontes est l'une des onze municipalités de l'État de Bolívar au Venezuela. Son chef-lieu est Tumeremo. En 2011, la population s'élève à 50 082 habitants.

## Géographie

### Subdivisions
La municipalité est divisée en deux paroisses civiles et une section capitale (en italiques et suivie d'une astérisque) avec, chacune à sa tête, une capitale (entre parenthèses) :
- Dalla Costa (El Dorado) ;
- San Isidro (Las Claritas) ;
- Section capitale Sifontes * (Tumeremo).